# LaChanze
Rhonda La Chanze 'LaChanze' Sapp (St. Augustine (Florida), 16 december 1961) is een Amerikaanse actrice, zangeres, danseres en theaterproducente. 

## Huwelijken
LaChanze was van 1998 tot en met 11 september 2001 (zijn dood) getrouwd waaruit zij twee kinderen heeft. Vanaf 2005 is zij opnieuw getrouwd.

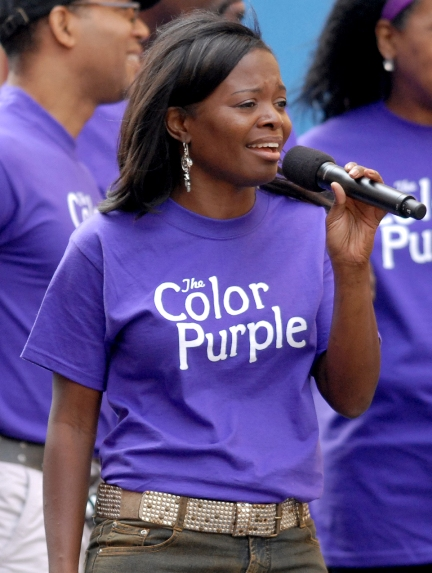
LaChanze in 2006

## Filmografie

### Films
Uitgezonderd korte films.
- 2018 Melinda - als Melinda LaCroix
- 2018 Diane - als Jennifer
- 2013 Side Effects – als verpleegster
- 2011 The Help – als Rachel
- 2009 Breaking Upwards – als Maggie
- 2003 Lucy – als Harriett
- 2002 Heartbreak Hospital – als Lisa
- 1999 Hercules: Zero to Hero – als Tepsichore (stem)
- 1997 Hercules – als Terpsichore (stem)
- 1997 David Searching – als God Truth
- 1993 For Love or Money – als Nora
- 1992 Leap of Faith – als Georgette
- 1992 My New Gun – als Kelly Jane

### Televisieseries
Uitgezonderd eenmalige gastrollen.
- 2022-2023 East New York - als Simone Bentley - 2 afl.
- 2021 The Blacklist - als Anne - 4 afl.
- 2019-2020 The Good Fight - als vrouw van Julius - 2 afl.
- 2016 Person of Interest - als Mona - 2 afl.
- 2011 One Life to Live – als Yvette Moreau – 3 afl.
- 1998 Hercules: The Animated Series – als Tepsichore (stem) – 6 afl.
- 1994 The Cosby Mysteries – als dr. Weeks – 2 afl.
- 1988 – 1989 The Cosby Show – als Sylvia – 2 afl.

## Theaterwerk opBroadway

### Actrice
- 2019 - 2020 A Christmas Carol - als geest van de toekomstige kerst / mrs. Fezziwig
- 2018 Summer  - als Diva Donna / Mary Gaines
- 2014 - 2015 If/Then - als Kate
- 2005 – 2008 The Color Purple – als Celie (winnares Tony Award)
- 1998 – 2000 Ragtime – als Sarah (understudy)
- 1995 Compnay – als Marta
- 1990 – 1991 Once on This Island – als Ti Moune
- 1987 Dreamgirls – als Deaan Jones / Michelle Morris (understudy)
- 1986 Uptown... It's Hot – als lid van gezelschap

### Theaterproducente
- 2022 - 2023 Kimberly Akimbo - musical
- 2022 - 2023 Topdog / Underdog - musical

- Bibliothèque nationale de France: cb14195422c (data)
- International Standard Name Identifier: 0000 0000 4165 5522
- Library of Congress Control Number: no98074931
- MusicBrainz: 062f2356-fe52-4b5c-8c4a-24f2acd8b63c
- Virtual International Authority File: 58698481
- WorldCat: E39PBJpPHfVfWcCPjY69YqHV4q